# Erythridula occidua
Erythridula occidua är en insektsart som först beskrevs av Beamer och Griffith 1935.  Erythridula occidua ingår i släktet Erythridula och familjen dvärgstritar. Inga underarter finns listade i Catalogue of Life.